# 4. srpnja
4. srpnja (4. 7.) 185. je dan godine po gregorijanskom kalendaru (186. u prijestupnoj godini).
Do kraja godine ima još 180 dana.

## Događaji
- 1054. – Kineski astronomi promatraju "novu zvijezdu", eksploziju supernove iza koje je ostala maglica Rakovica. To je prva zabilježena eksplozija supernove u povijest.
- 1190. – engleski kralj Rikard Lavljeg Srca i francuski kralj Filip II. krenuli u Treći križarski rat.
- 1631. – u Parizu je otvorena prva u svijetu agencija za zapošljavanje
- 1776. – Trinaest britanskih kolonija u Sjevernoj Americi potpisalo je Deklaraciju nezavisnosti i tako postale Sjedinjene Američke Države
- 1848. – objavljen Komunistički manifest, Karla Marxa i Friedricha Engelsa
- 1865. – U Londonu izlazi knjiga Lewisa Carrolla "Alisa u zemlji čuda"
- 1903. – pušten u rad prvi pacifički telegrafski kabel, između San Francisca i Manile
- 1943. – Počela je bitka kod Kurska između sovjetskih i njemačkih snaga, u kojoj je sudjelovalo više od 6000 tenkova.
- 1946. – Filipini postižu samostalnost
- 1954. – Njemačka nogometna reprezentacija po prvi put postaje svjetski prvak
- 1992. – U zoru je krenula Operacija Tigar, kojom je Hrvatska vojska zauzela više brdskih uporišta i oslobodila prilaze Dubrovniku
- 1997. – NASA-ina sonda "Pathfinder" se spušta na Mars
- 1998. – Japanska svemirska sonda "Nozomi" lansirana prema Marsu
- 1998. – Hrvatska nogometna reprezentacija pobijedila Njemačku s 3:0 na SP u Francuskoj. Utakmica je proglašena najvećom utakmicom hrvatske reprezentacije u povijesti.
- 2001. – u avionskoj nesreći u Sibiru poginilo 145 ljudi
- 2003. – u terorističkom napadu na šijitsku džamiju u pakistanskom gradu Keta, za vrijeme molitve poginile su 53 osobe

| - 1546. – Murat III., turski sultan († 1595.) - 1807. – Giuseppe Garibaldi, talijanski revolucionar i borac za jedinstvo i slobodu Italije († 1882.) - 1855. – Vlaho Bukovac, hrvatski slikar († 1922.) - 1882. – Louis B. Mayer, američki filmaš († 1957.) - 1914. – Giuseppe Nuccio Bertone, talijanski proizvođač automobila († 1997.) - 1936. – Ralph Abraham, američki matematičar († 2024.) - 1938. – Bill Withers, američki pjevač i tekstopisac - 1950. – Miljenko Brlečić, hrvatski glumac - 1954. – Berislav Valušek, hrvatski povjesničar umjetnosti - 1972. – Nina Badrić, hrvatska pop pjevačica - 1983. – Melanie Fiona, kanadska pjevačica | - 973. – Ulrik Augsburški, njemački svetac i biskup (* 890.) - 1336. – Elizabeta Portugalska, portugalska kraljica i svetica (* 1271.) - 1831. – James Monroe, američki predsjednik i političar (* 1758.) - 1888. – Theodor Storm, njemački književnik (* 1817.) - 1932. – Ljudevit Rossi, hrvatski botaničar i planinar, domobranski major (* 1850.) - 1934. – Marie Curie, francuska kemičarka i fizičarka poljskog porijekala (* 1867.) - 1939. – Oton Iveković, hrvatski slikar (* 1869.) - 1987. – Albert Kinert, hrvatski slikar i grafičar (* 1919.) - 2006. – Vasko Lipovac, hrvatski akademski slikar i kipar (* 1931.) - 2012. – Hrvoje Šošić, hrv. ekonomist i političar (* 1928.) |

## Blagdani i spomendani
- Dan misija i nove evangelizacije[1]
- Američki Dan neovisnosti
- Sveti Ulrik Augsburški

### Bivši praznici
- Dan borca – praznik ustanka naroda Jugoslavije